# Шиндл, Рон
Рональд Е. (Рон) Шиндл (англ. Ronald E. "Ron" Schindle) — канадский кёрлингист.
В составе мужской сборной Канады бронзовый призёр чемпионата мира 1978. Чемпион Канады среди мужчин (1978).
Играл на позиции первого.

## Достижения
- Чемпионат мира по кёрлингу среди мужчин: бронза (1978).
- Чемпионат Канады по кёрлингу среди мужчин: золото (1978).

## Команды
| Сезон   | Четвёртый  | Третий       | Второй        | Первый    | Турниры           |
| ------- | ---------- | ------------ | ------------- | --------- | ----------------- |
| 1977—78 | Эд Лукович | Майк Чернофф | Дейл Джонстон | Рон Шиндл | ЧК 1978 · ЧМ 1978 |

(скипы выделены полужирным шрифтом)